# Yang Qian (tennis de table)
Dans ce nom chinois, le nom de famille, Yang, précède le nom personnel Qian.
Pour les articles homonymes, voir Yang Qian.
Yang Qian (en chinois : 杨千), née le 17 juin 1996 dans le Shanxi, est une pongiste handisport australienne d'origine chinoise ayant concouru d'abord pour la Chine puis pour l'Australie. Elle est double championne paralympique (2012, 2020) et quatre fois vice-championne paralympique (2012, 2016, 2020).

## Biographie
Yang Qian est amputée du bras gauche après un accident de la route à l'âge de 8 ans.

## Carrière
Pour ses premiers Jeux sous le drapeau de l'Australie en 2021, elle remporte l'or en catégorie 10 en battant la Brésilienne Bruna Costa Alexandre. C'est l'une des premières médailles de l'Australie en tennis de table depuis 1984.

## Palmarès

### Jeux paralympiques
- médaille d'or par équipes classe 6-10 aux Jeux paralympiques d'été de 2012 à Londres
- médaille d'or en individuel classe 10 aux Jeux paralympiques d'été de 2020 à Tokyo
- médaille d'argent en individuel classe 10 aux Jeux paralympiques d'été de 2012 à Londres
- médaille d'argent en individuel classe 10 aux Jeux paralympiques d'été de 2016 à Rio de Janeiro
- médaille d'argent par équipes classe 6-10 aux Jeux paralympiques d'été de 2016 à Rio de Janeiro
- médaille d'argent par équipes classe 9-10 aux Jeux paralympiques d'été de 2020 à Tokyo
- médaille d'or en individuel classe 10 aux Jeux paralympiques d'été de 2024 à Paris
- médaille d'or en double aux Jeux paralympiques d'été de 2024 à Paris